# Гигантская лысуха
Гигантская лысуха (лат. Fulica gigantea) — крупная водоплавающая птица семейства пастушковых. Наряду с султанкой такахе — самый крупный представитель семейства.

## Внешний вид
Длина тела варьирует от 48 до 59 см, а масса — от 2,0 до 2,5 кг. Оперение чёрное, клюв серый, бляшка на лбу жёлтая, ноги красноватые. Взрослые птицы нелетающие, молодые могут совершать небольшие перелёты к низинным озёрам, но всегда возвращаются назад, в горы.

## Распространение
Обитает в Перу, западной Боливии, северо-восточном Чили и на крайнем северо-западе Аргентины.

## Образ жизни
Населяет высокогорные озёра. Во многом похожа на рогатую лысуху и, подобно ей, строит огромные гнёзда. Но, в отличие от рогатой лысухи, гигантская лысуха не образует колоний (это строго территориальный вид) и гнёзда строит не из камней, а из водной растительности. Такой плавучий «плот» может достигать 4 метра в диаметре и 60 см в высоту и выдерживает даже вес человека.